# اقلیم

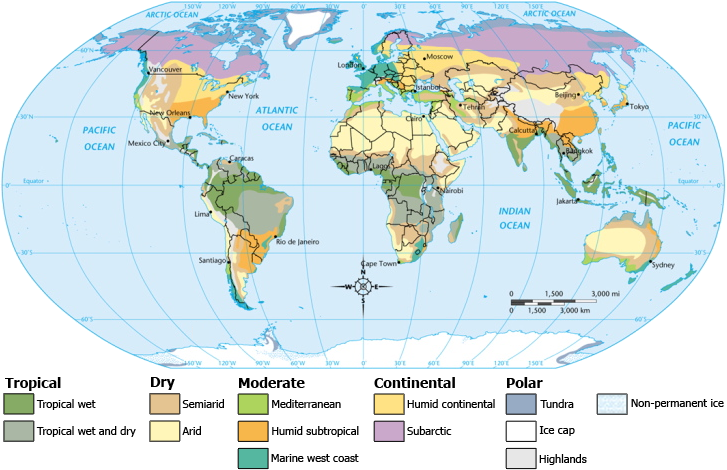
نقشه اقلیمی جهان

اقلیم یا آب‌وهوا (به فرانسوی: Climat) به شرایط آب و هوایی یک منطقهٔ جغرافیایی نظیر دما، رطوبت، فشار اتمسفر، باد، بارش و سایر مشخصه‌های هواشناسی در مدت زمانی نسبتاً طولانی گفته می‌شود. در هواشناسی معمولاً شرایط حال حاضر هوا مورد بررسی قرار می‌گیرد در حالی که در اقلیم‌شناسی مشخصه‌های درازمدت آب و هوایی مورد توجه است.

## تعریف و توصیف
اقلیم (از کلیما در یونان باستان) معمولاً به عنوان میانگین آب و هوا برای مدت طولانی تعریف می‌شود. بازه زمانی این تعریف برای یک دوره متوسط ۳۰ ساله است، اما بسته به هدف مورد نظر، ممکن است غیر از دوره متوسط، از بازه‌های زمانی مختلف دیگر مانند اندازه تغییرات روز به روز یا سال به سال نیز استفاده شود. تعریف واژه‌نامه هیئت بین‌المللی تغییر اقلیم (Ipcc) مربوط به ۲۰۰۱ به شرح زیر است: «اقلیم به معنای دقیقتر کلمه معمولاً به عنوان «میانگین آب و هوا» تعریف می‌شود. این عنوان توصیف آماری میانگین و تغییر مقادیر مربوط در یک بازه زمانی از ماه‌ها تا هزاران یا میلیون‌ها سال را در بر می‌گیرد. طبق تعریف سازمان جهانی هواشناسی (WMO) دوره کلاسیک آن ۳۰ سال است که اغلب شامل متغیرهای سطحی، مانند وضعیت دما، بارش و باد می‌باشد. اقلیم به معنای وسیع‌تر کلمه توصیف سیستم‌های آماری را نیز در بر می‌گیرد.»
هوا یا وضع هوا به دمای روزانه، بارندگی، وزش باد و دیگر شرایط جوّی اشاره دارد، درحالی‌که اقلیم یا آب و هوا اصطلاحی برای بیان میانگین شرایط جوی در دوره‌های زمانی طولانی‌تر است.
آب و هوا یا اقلیم برآمد شرایط جوی یک محل طی بازه زمانی معین (معمولاً چند دهه) است. به عبارت دیگر رویدادهای پر بسامد جوی طی سالیان متمادی را اقلیم گویند؛ در جمع‌بندی و طبق تعریف ارائه شده به وسیلهٔ کاویانی و علیجانی (۱۳۷۹)، آب و هوا (اقلیم) را می‌توان «شرایط جوی غالب (دراز مدت) در یک محل» تعریف کرد. اقلیم‌شناسی دانشی است که اقلیم (آب‌وهوا) را مطالعه می‌کند و از زیرشاخه‌های جغرافیای طبیعی است.

## طبقه‌بندی اقلیمی

طبقه‌بندی اقلیمی دنیا بر پایه سامانه طبقه‌بندی اقلیمی کوپن.

طبقه‌بندی‌های اقلیمی سیستم‌هایی هستند که اقلیم‌های جهان را دسته‌بندی می‌کنند. یک طبقه‌بندی اقلیمی ممکن است با طبقه‌بندی زیست‌بوم ارتباط نزدیکی داشته باشد، زیرا آب و هوا تأثیر عمده ای بر زندگی در یک منطقه دارد. سامانه طبقه‌بندی اقلیمی کوپن یکی از پرکاربردترین سامانه‌های طبقه‌بندی اقلیمی است که نخستین‌بار در سال ۱۸۹۹ ارائه شد.

### تقسیمات اقلیمی معماری ایران
اقلیم در مناطق مختلف دنیا با عرض جغرافیایی و ارتفاع از سطح دریا مشخص می‌شود. ایران فلاتی است مرتفع که در عرض جغرافیایی (۴۰–۲۵)درجه در نیمکرهٔ شمالی و در منطقهٔ گرم واقع است. تقسیمات اقلیمی، که بر اساس مطالعات و پیشنهادهای دانشمندان محیط‌شناس ایرانی تدوین شده عموماً در حیطهٔ معماری شامل تقسیم‌بندی‌های چهارگانه به شرح زیر است:
- اقلیم گرم و خشک (فلات مرکزی ایران)
- اقلیم سرد کوهستانی (مناطق کوهستانی غرب کشور)
- اقلیم معتدل و مرطوب (کرانهٔ جنوبی دریای خزر)
- اقلیم گرم و مرطوب (کرانهٔ شمالی خلیج فارس و دریای عمان)

## ثبت و ضبط اقلیم

### دیرین‌اقلیم‌شناسی
دیرین‌اقلیم‌شناسی مطالعه آب و هوای گذشته در یک دوره بزرگ از تاریخ زمین است. این علم از شواهدی با مقیاس‌های زمانی مختلف (از دهه‌ها تا هزاره‌ها) از صفحات یخی، حلقه‌های درختان، رسوبات، گرده‌ها، مرجان‌ها و سنگ‌ها برای تعیین وضعیت گذشته آب و هوا استفاده می‌کند. دیرین‌اقلیم‌شناسی دوره‌های ثبات و دوره‌های تغییر اقلیم را نشان می‌دهد و می‌تواند نشان دهد که آیا تغییرات اقلیمی از الگوهایی مانند چرخه‌های منظم پیروی می‌کنند یا خیر.

### اقلیم‌شناسی امروزی

تغییر دمای هوای سطحی طی ۵۰ سال گذشته.

جزئیات ثبت آب و هوای مدرن از طریق اندازه‌گیری از ابزارهای اندازه‌گیری وضع هوا مانند دماسنج، فشارسنج و بادسنج در طول چند قرن گذشته شناخته شده است. ابزارهای مورد استفاده برای مطالعه وضع هوا در مقیاس زمانی مدرن، فرکانس مشاهده آنها، خطای شناخته شده آنها، محیط نزدیک آنها و قرار گرفتن در معرض آنها در طول سال‌ها تغییر کرده است که در مطالعه اقلیم قرن‌های گذشته باید مورد توجه قرار گیرد. رکوردهای بلندمدت اقلیمی مدرن به سمت مراکز جمعیتی و کشورهای ثروتمند منحرف می‌شود. از دهه ۱۹۶۰، پرتاب ماهواره‌ها امکان جمع‌آوری داده را در مقیاس جهانی، از جمله مناطقی با حضور کم یا بدون حضور انسانی، مانند شمالگان و اقیانوس‌ها را فراهم می‌کند.

## تغییرپذیری اقلیم
تغییرپذیری اقلیم اصطلاحی است برای توصیف تغییرات در وضعیت میانگین و سایر ویژگی‌های اقلیم (مانند احتمال وقوع هوای غیرعادی و غیره) «در تمام مقیاس‌های مکانی و زمانی فراتر از رویدادهای مشخص جوّی». برخی از تغییرات به نظر نمی‌رسد به‌طور سیستماتیک ایجاد می‌شوند، بلکه در زمان‌های تصادفی رخ می‌دهند. چنین تغییرپذیری، تغییرپذیری تصادفی یا نویز نامیده می‌شود. از سوی دیگر، تنوع دوره ای نسبتاً منظم و در حالت‌های متمایز تغییرپذیری یا الگوهای اقلیمی رخ می‌دهد.

## تغییر اقلیم

دمای مشاهده‌شده توسط ناسا در مقایسه با میانگین ۱۸۵۰–۱۹۰۰ مورد استفاده توسط IPCC به عنوان دمای پایه پیش از دوران صنعتی. محرک اصلی افزایش دمای جهانی در عصر صنعتی، فعالیت‌های انسانی به‌همراه نیروهای طبیعی است که تغییرپذیری اقلیم را بیشتر می‌کنند.

تغییر اقلیم عبارت است از تغییر اقلیم جهانی یا منطقه ای در طول زمان. تغییر اقلیم منعکس‌کننده تغییرات در وردش‌پذیری یا وضعیت متوسط جوّ در مقیاس‌های زمانی از دهه‌ها تا میلیون‌ها سال است. این تغییرات می‌تواند ناشی از فرآیندهای درونی زمین، نیروهای خارجی (مانند تغییرات در شدت نور خورشید) یا فعالیت‌های انسانی مانند تغییرات اقلیمی اخیر باشد. دانشمندان هم‌ارزی تابشی زمین (EEI) را به عنوان معیاری اساسی برای وضعیت تغییرات جهانی اقلیم تعیین کرده‌اند.
در استفاده اخیر، به ویژه در زمینه سیاست‌گذاری زیست‌محیطی، اصطلاح «تغییر اقلیم» اغلب تنها به تغییرات آب و هوای امروزی، از جمله افزایش متوسط دمای سطح که به عنوان گرمایش جهانی شناخته می‌شود، اشاره دارد. در برخی موارد، مانند کنوانسیون چارچوب سازمان ملل متحد درباره تغییر اقلیم سازمان ملل متحد (UNFCCC) این اصطلاح با فرض علیت انسانی نیز به کار می‌رود. این کنوانسیون از عنوان «تغییرپذیری اقلیم» برای تغییرات غیرانسانی استفاده می‌کند.

## مدل‌های اقلیمی
مدل‌های اقلیمی استفاده از روش‌های کمّی برای شبیه‌سازی فعل و انفعالات و انتقال انرژی تابشی بین جوّ، اقیانوس‌ها، سطح زمین و یخ از طریق یک سری معادلات فیزیکی است. این مدل‌ها برای اهداف مختلفی استفاده می‌شوند، از جمله مطالعه دینامیک سیستم وضع هوا و اقلیم تا پیش‌بینی اقلیمی آینده. در همه مدل‌های اقلیمی، انرژی ورودی به زمین به‌عنوان تابش الکترومغناطیسی موج کوتاه (شامل طیف مرئی) با انرژی خروجی از زمین به عنوان تابش الکترومغناطیسی موج بلند (فروسرخ) در حالت تعادل یا تقریباً متعادل است. هر گونه عدم تعادل منجر به تغییر در دمای متوسط زمین می‌شود.